# アントニオ・デ・カストロ・マイヤー
アントニオ・デ・カストロ・マイヤー（Antônio de Castro Mayer, 1904年6月20日 – 1991年4月25日）は、ブラジルのローマ・カトリック教会の司教である。聖伝主義のカトリック教徒であり、マルセル・ルフェーブル大司教の同盟者である彼は、1949年から1981年まで、ブラジルのカンポス Campos dos Goytacazesの司教を務めた。
デ・カストロ・マイヤーは、1988年に聖ピオ十世会 (SSPX) の4人の司教の違法な聖別に参加したことにより、ルフェーブルおよび当時叙階された4人の司教と同様に、自動的な破門という教会法上の罰を受けたものとよく言われる。 デ・カストロ・マイヤー自身の名は7月1日のガンタン枢機卿による書簡の中で言及されているが、7月2日の教皇ヨハネ・パウロ2世による書簡では言及されていない。

## 幼少期および司祭として

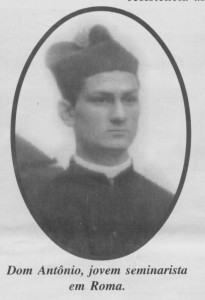
ローマでの神学生時代のアントニオ・デ・カストロ・マイヤー

アントニオ・デ・カストロ・マイヤーは、ブラジルはサンパウロのカンピーナスで、バイエルン州の石工であったジョアン・マイヤーと、ブラジル人の農民であった母のフランシスカ・デ・カストロの間に生まれた。 12人兄弟の1人であるアントニオは、1910 年にジョアンが亡くなった後、母親が家族を養うのを手助けした。12歳のとき、当時 Premonstratensian Fathers が運営していたサンパウロの小神学校に入学した。1922年に大神学校に入学し、その後ローマの教皇庁立グレゴリアン大学で学び、1928年に神学博士号を取得した。1927年10月30日にバジリオ・ポンピリ(Basilio Pompili)枢機卿によって司祭に叙階され、その後13年間、サンパウロの神学校で、哲学、哲学史、教義学を教えた。
1940年にサンパウロのカトリック・アクションの Assistant General となり、1941年には第一会計責任者の肩書で大聖堂支部の参事となった。1942年には大司教区の副総長に就任した。彼は1945年に教区司祭およびサンパウロ教皇庁立カトリック大学(Pontifical Catholic University of São Paulo)の学長に任命されたが、同大学での宗教およびカトリック社会教説の教授の職務も継続した.。

## 司教として
1948年3月6日、デ・カストロ・マイヤーは教皇ピオ12世によってカンポスの補佐司教および Priene の名誉司教に任じられた。 同年5月23日に、Ernesto de Paula 司教および Geraldo de Proença Sigaud 大司教（S.V.D.）を共同奉献者として、ブラジル教皇大使 Carlo Chiarlo 大司教から司教聖別を受けた。1949年1月3日の Octaviano de Albuquerque 司教の死去に伴い、カンポスの司教に就任した。解放の神学や、共産主義者のカトリック教会および彼の大司教区への侵入に対し、非常に積極的に反対した。

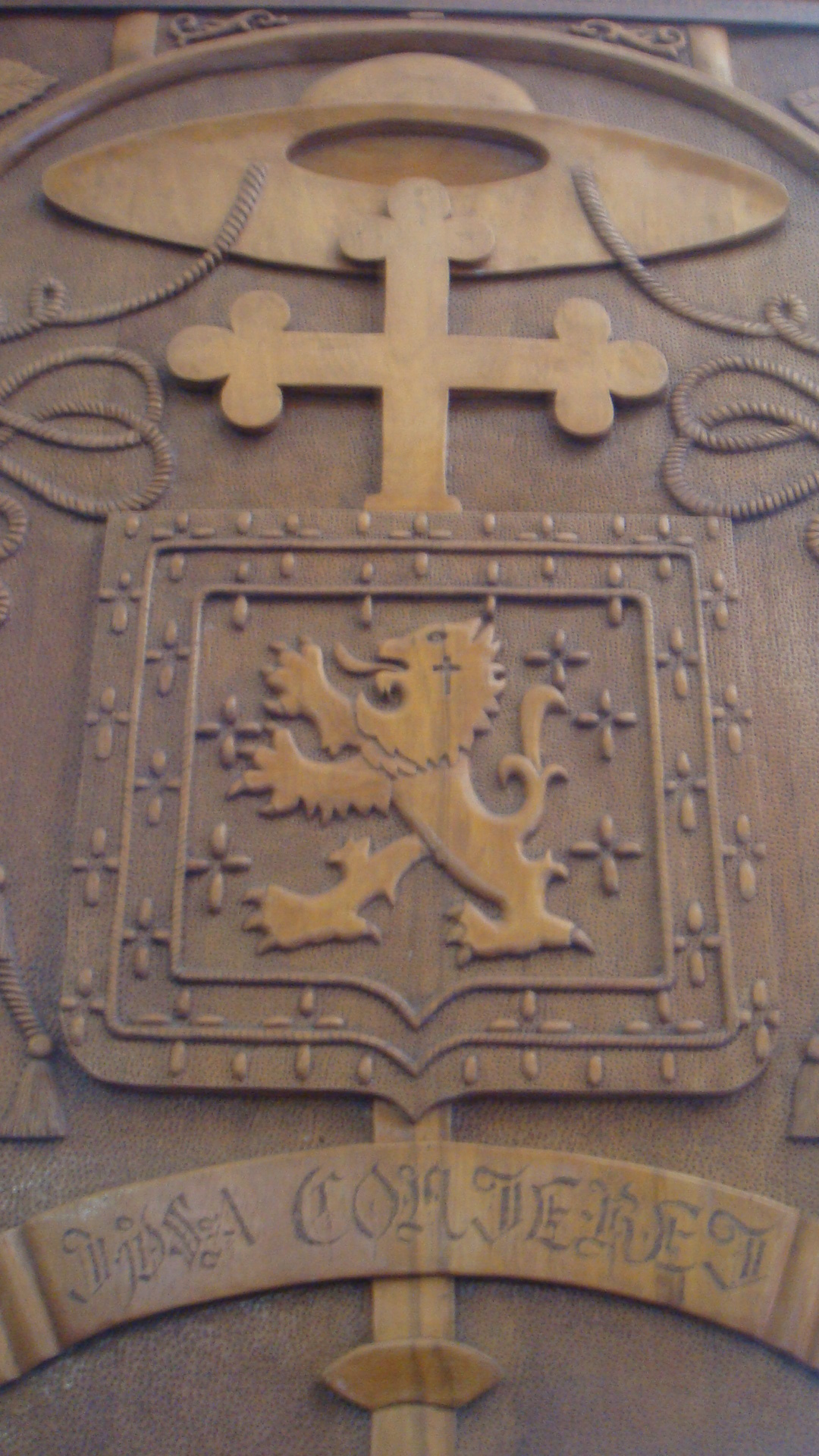
"Our Lady of Aparecida and St. Fidelis" 教会の木製ドアに彫られたマイヤー司教の紋章

1968年、カトリックの保守団体「伝統、家族、私有財産」が、教会内で左派とみなされる人々を非難する署名を集めるキャンペーンを組織した際に、デ・カストロ・マイヤーはこのキャンペーンを激励した。ブラジル司教会議は後に、同団体はカトリック教会の上層部によって認められてはおらず、したがって公式にカトリック団体とは見做されないことを宣言した。
デ・カストロ・マイヤーは徹底した聖伝主義者であり、第2バチカン公会議で改革された典礼を教区で実施することを拒絶した。1981年8月29日に彼が引退するまで、カンポスの大司教区全体で the トリエント・ミサが執行し続けられた。また、ミサ以外のすべてのカトリックの聖伝の実践およびラテン語による祈祷や秘蹟の執行も同様に継続された。
75歳に達するとともに要請に応じて辞表を提出した後、1981年8月29日に Carlos Alberto Etchandy Gimeno Navarro が彼の後任として任命された。デ・カストロ・マイヤーは、引退後も第2バチカン公会議の典礼改革に反対する運動を継続し、カンポス大司教区内に聖伝主義の「大司教区」を維持し、約4万名の信徒とともに、並行してチャペルを組織した（カンポス大司教区内のカトリック信徒の合計は890,000人である）。
1988年6月30日、ルフェーブル大司教が教皇の許可なくして4人の司教を聖別すると、ルフェーブルおよび新たに聖別される4人の司教は自動的に破門となるであろうとの警告にもかかわらず、デ・カストロ・マイヤーはその式典に出席した。 式典の前後を問わず、教皇ヨハネ・パウロ2世および教皇庁からの連絡には、デ・カストロ・マイヤーについての言及もなければ、彼が式典で果たしたの役割についての言及もなかった。 デ・カストロ・マイヤー司教はこれら4人の司教聖別の際のの「共同奉献者」としてしばしば語られるが、SSPX の資料によれば、デ・カストロ・マイヤー司教は「ルフェーブル大司教の側にいた」と述べ、彼の「存在の重要性」については言及しているが、彼が司教聖別式に参加したとは記していない。バチカンのある声明では、デ・カストロ・マイヤー司教ははこの時の共同奉献者であり、したがって自動的に破門されたとしているが、この件に関する教皇ヨハネ・パウロ2世の手紙も含めた他の資料には、デ・カストロ・マイヤー司教の名前は見られない。
彼は1991年4月25日にカンポスで呼吸不全のため亡くなった。

## 注記
1. ↑  This organisation was called the Priestly Society of Saint John Mary Vianney. Under the leadership of his successor, Bishop Licínio Rangel, this organization was reconciled to the Catholic Church and reconstituted in January 2002 by Pope John Paul II as the Personal Apostolic Administration of Saint John Mary Vianney, with the same territory as the Diocese of Campos.

## 参照
1. ↑  “Decree of Excomunication of Archbishop Lefebvre | EWTN”.   EWTN. 2023年7月11日閲覧。
2. ↑  “Dom Antônio de Castro Mayer Resumo Históico” (ポルトガル語). Mosteiro da Santa Cruz. 2010年11月29日時点のオリジナルよりアーカイブ。2021年10月11日閲覧。
3. ↑   Acta Apostolicae Sedis. XL. (1948). pp. 152, 280 2021年10月11日閲覧。
4. ↑   Acta Apostolicae Sedis. XLI. (1949). p. 88 2021年10月11日閲覧。
5. ↑  Klaiber, Jeffrey (2009). The Church, Dictatorships, and Democracy in Latin America. Wipf and Stock Publishers. pp. 28–9. ISBN 9781606089477 2021年10月11日閲覧。
6. ↑   Acta Apostolicae Sedis. LXXIII. (1981). p. 564 2021年10月11日閲覧。
7. ↑  “Bishop Antonio de Castro Mayer”. Society of St. Pius X (2013年6月27日). 2021年10月12日閲覧。 “This brief biography originally appeared in the July 1991 issue of The Angelus upon Bishop De Castro Mayer's death.”
8. ↑  “Decree of Excommunication” (1988年7月1日). 2021年11月12日閲覧。
9. ↑  “Dom Antônio de Castro Mayer” (ポルトガル語). Arquidiocese de Campinas. 2021年10月13日閲覧。